# Batman Mag
 (octobre 2022).
Si vous disposez d'ouvrages ou d'articles de référence ou si vous connaissez des sites web de qualité traitant du thème abordé ici, merci de compléter l'article en donnant les références utiles à sa vérifiabilité et en les liant à la section « Notes et références ».
Batman Mag est un ancien magazine bimestriel français de bande dessinée dont le 1er numéro est publié en avril 2006.

## Comité rédactionnel
- Directeur de la publication : Alain Guerrini
- Directeur délégué : Sébastien Dallain
- Directeur Éditorial Européen : Marco Lupoi
- Rédacteur en chef : Walter De Marchi
- Comité de direction : Alain Guerrini, André Denechere, Sébastien Dallain

## Orientation éditoriale et contenu
Batman Mag est un bimestriel de bandes dessinées régi par la loi sur les publications à la jeunesse. Édité par Panini sous les labels Panini Magazines puis Panini Kids, Batman mag est un magazine consacré aux bandes-dessinées dérivées des séries animées de l'univers DC Comics.
Dans chaque magazine de la série régulière est inclus un jouet (jeu de carte, jokari, lance-fléchettes), quelques jeux (dessin à relier, mots croisés), des informations sur les personnages et un double-poster.
Les hors-séries n'offrent ni jouet ni poster, mais un crayon estampillé « Panini ».

### Série régulière
Le magazine permet notamment de publier les bandes-dessinées dérivées des séries animées Batman en cours de diffusion sur les chaînes télévisées françaises. Y seront publiées :
- The Batman Strikes!
- Teen Titans Go!
- Batman: The Brave and the Bold
- The All-New Batman: The Brave and the Bold

Ainsi, les premiers numéros commencent avec la série de bandes dessinées The Batman Strikes! dérivée de la série The Batman dont la diffusion a commencé sur France 3 fin 2005.
Les 23 premiers numéros de la série sont publiés (en oubliant le n°19), sur les 50 que compte la version originale.
Parallèlement est publiée la série Teen Titans Go! dérivée de la série Teen Titans : Les Jeunes Titans qui a été diffusée sur France 3 entre 2004 et 2007.

Logo du magazine après décembre 2009

Il s'agit de la seule série qui perdurera pendant toute la durée du magazine : les 35 premiers numéros (en oubliant le no 9) seront publiés, sur les 55 que compte la version originale.
Lorsque la diffusion de Batman : L'Alliance des héros commence, sur France 3, en septembre 2009, le Batman Mag s'adapte dès décembre 2009 en changeant sa charte graphique et en commençant la publication de Batman: The Brave and the Bold, au rythme de deux histoires par numéro. Les 22 numéros de la série sont publiés.
Le magazine commence la publication de The All-New Batman: The Brave and the Bold, suite de Batman: The Brave and the Bold, mais s'arrête lorsque Panini perd les droits des séries DC Comics au profit de l'éditeur Urban Comics[Quand ?].

### Hors séries
Chaque année, un numéro spécial estival au format différent (plus petit, et plus épais) est publié. Cinq hors-séries seront publiés entre 2007 et 2011.
En plus des histoires dérivées de la série Batman en cours de diffusion et des histoires dérivées de Teen Titans, le magazine contient des histoires des séries Batman Adventures, Superman Adventures et Justice League Unlimited. Ces bandes dessinées sont dérivées des séries animées du DCAU et n'ont jamais fait l'objet d'une publication régulière en français.